# Trap (album de Henry Lau)
Pour les articles homonymes, voir Trap.
Singles
1. Trap
Sortie : 7 juin 2013
2. 1-4-3 (I Love You)
Sortie : 23 août 2013

Trap est le premier mini-album du chanteur canadien d'origine chinoise, membre de Super Junior-M, Henry. Il est sorti le 7 juin 2013 sous SM Entertainment. Les titres "Trap" et "1-4-3 (I Love You)" ont été utilisés pour les promotions de l'album.

## Liste des pistes
Liste des pistes
| 1.    | Trap                         | Misfit                                             | Svante Halldin, Emilh Tigerlantz, Geraldo Sandell          | 3:46 |
| 2.    | 1-4-3 (I Love You)           | Jun Gan-di, Neil Nallas                            | Henry Lau, Gen Neo, Neil Nallas, Isaac Han (as Noize Bank) | 3:27 |
| 3.    | My Everything                | Seo Jeong-hwan, AB&Co., Jo Yoon-gyung, Neil Nallas | Noize Bank                                                 | 3:20 |
| 4.    | Ready 2 Love                 | Seo Jeong-hwan, AB&Co., Neil Nallas                | Noize Bank                                                 | 3:19 |
| 5.    | Holiday                      | Jo Yoon-gyung                                      | Sebastian Thott, Didrik Thott, Alexander Karlsson          | 3:18 |
| 6.    | I Would (Anglais)            | Kim Taesung, Andrew Choi                           | Yiruma, 2FACE                                              | 4:02 |
| 7.    | Trap (featuring Cho Kyuhyun) | Misfit                                             | Svante Halldin, Emilh Tigerlantz, Geraldo Sandell          | 3:46 |
| 8.    | Trap (featuring Lee Taemin)  | Misfit                                             | Svante Halldin, Emilh Tigerlantz, Geraldo Sandell          | 3:46 |
| 28:33 |                              |                                                    |                                                            |      |

| Version Chinoise | Version Chinoise                                | Version Chinoise | Version Chinoise | Version Chinoise | Version Chinoise | Version Chinoise | Version Chinoise | Version Chinoise | Version Chinoise |
| No               | Titre                                           | Durée            |                  |                  |                  |                  |                  |                  |                  |
| ---------------- | ----------------------------------------------- | ---------------- | ---------------- | ---------------- | ---------------- | ---------------- | ---------------- | ---------------- | ---------------- |
| 1.               | Trap] (Version Chinoise)                        | 3:46             |                  |                  |                  |                  |                  |                  |                  |
| 2.               | 1-4-3 (I Love You) (Version Chinoise)           | 3:27             |                  |                  |                  |                  |                  |                  |                  |
| 3.               | My Everything                                   | 3:20             |                  |                  |                  |                  |                  |                  |                  |
| 4.               | Ready 2 Love                                    | 3:19             |                  |                  |                  |                  |                  |                  |                  |
| 5.               | Holiday                                         | 3:18             |                  |                  |                  |                  |                  |                  |                  |
| 6.               | I Would (Anglais)                               | 4:02             |                  |                  |                  |                  |                  |                  |                  |
| 7.               | Trap (featuring Cho Kyuhyun) (Version chinoise) | 3:46             |                  |                  |                  |                  |                  |                  |                  |
| 8.               | Trap (featuring Lee Taemin) (Version chinoise)  | 3:46             |                  |                  |                  |                  |                  |                  |                  |
| 28:33            |                                                 |                  |                  |                  |                  |                  |                  |                  |                  |

## Classement

### Album
| Pays         | Classement               | Meilleure position |
| ------------ | ------------------------ | ------------------ |
| Corée du Sud | Gaon Weekly album chart  | 2                  |
| Corée du Sud | Gaon Monthly album chart | 5                  |
| Corée du Sud | Gaon Yearly album chart  | 47                 |
| Taïwan       | G-Music Combo Chart      | 10                 |
| États-Unis   | Billboard World Albums   | 3                  |
| États-Unis   | Billboard Heatseekers    | 45                 |

## Ventes
| Classement          | Quantité       |
| ------------------- | -------------- |
| Gaon physical sales | Plus de 38 388 |

## Historique de sortie
| Pays         | Date                              | Format                       | Label                         |
| ------------ | --------------------------------- | ---------------------------- | ----------------------------- |
| Corée du Sud | 7 juin 2013 (Version coréenne)    | CD, téléchargement numérique | SM Entertainment, KT Music    |
| Taïwan       | 5 juillet 2013 (Version coréenne) | CD                           | Avex Taiwan                   |
| Taïwan       | 14 août 2013 (Version chinoise)   | CD                           | Avex Taiwan                   |
| Philippines  | 8 octobre 2013 (Version coréenne) | CD                           | Universal Records Philippines |